# M-1甲子園
『M-1甲子園』（エムワンこうしえん）は、2003年から2008年まで行われていた「高校生お笑いNo.1」を決めるイベントである。
吉本興業が主催。正式名称は全国高等学校お笑い選手権『M-1甲子園』である。
当初、予選は近畿・中国・四国地方のみで行われていたが、2005年の第3回大会からイオンが特別協賛となり、予選も全国のイオンショッピングセンターで行われるようになった。
2009年に『ハイスクールマンザイ』へリニューアルされた。名称と体制は変わったものの大会としては連続性を有したものとして扱われており、TEAM BANANAや野村尚平（令和喜多みな実）はM-1甲子園出身者ながら、ハイスクールマンザイOB扱いをされている。

## 予選からチャンピオン決定まで（第3回から）
予選は例年7月ごろから始まる。会場は全国のイオンショッピングセンターなど（東京のみ劇場で行われる）。コンビのメンバーは異なる高校の生徒同士で組んでもよい。
地区予選ではその日の優勝コンビを決定し、商品券1万円とM-1グランプリ無料エントリー権が贈呈される（地区優勝だけであって決勝進出する訳ではない）。そして全地区予選終了後、「全出場者の中からおもしろいグループ上位約10組」が選ばれ決勝メンバーが決定する。
決勝会場は第1回～第5回まではなんばグランド花月。第6回はルミネtheよしもと。優勝賞金は20万円と副賞。その他に「審査員特別賞」が出る場合がある。

## 大会の変遷
第1回と第2回は近畿、中国、四国地方のみで予選を行っていた。そのため予選のない地区（関東、九州、北海道など）からわざわざ出場するグループもいた。この時の決勝メンバーは「地区優勝した組+予選で評価の良かった組」で構成されていた。第3回からは規模を拡大し全国で予選が行われるようになった。

## 大会期間
| 回数  | 大会期間               | 決勝戦放送日  |
| ----- | ---------------------- | ------------- |
| 第1回 | 2003年7月26日～8月24日 | 2003年9月23日 |
| 第2回 | 2004年7月24日～8月22日 | 2004年9月23日 |
| 第3回 | 2005年6月11日～8月28日 | 2005年9月23日 |
| 第4回 | 2006年7月9日～8月26日  | 2006年9月16日 |
| 第5回 | 2007年7月15日～8月26日 | 2007年9月15日 |
| 第6回 | 2008年7月12日～8月24日 | 2008年9月13日 |

- 大会期間の最終日が決勝戦最終日

## 歴代の決勝進出グループ
※順序は50音順。
第1回（2003年）
- 優勝者　シンパシー

| コンビ名           | 代表地区 | 備考 |
| ------------------ | -------- | --- |
| アメリカンドリーム | 広島     | |
| イケイケドンドン   | 関西     | |
| ガスコンロ         | 岡山     | |
| シンパシー         | 関西     | M-1グランプリ2003準決勝進出。その後baseよしもとなどで活躍後、解散。ツッコミの陶国は博報堂ケトルに勤務。       |
| と・まドイ?        | 高知     | |
| パイルドライバー   | 愛媛     | |
| ぷくぷく隊         | 関西     | M-1グランプリ2008準決勝進出。2011年にコンビ名を「ヤング」に改名し、漫才事務所「株式会社フールズ」を立ち上げ。 |
| ライズベリー       | 関西     | |
| ラベンダーズ       | 山陰     | |

第2回（2004年）
- 優勝者　ツインクル

| コンビ名             | 代表地区 | 備考 |
| -------------------- | -------- | --- |
| 石指・藤野           | 山陰     | |
| オーソドックス       | 愛媛     | |
| タイブレイク         | 関西     | 札幌吉本にて活動後、解散。ボケの飯田はコンビ「兎」を結成後、東京吉本、浅井企画と所属を転々とする。2014年4月に同コンビを解散し、2017年から札幌吉本に復帰して「オジョーさんと僕」を組むが再び解散し引退。 |
| ツインクル           | 関西     | 「コーンスターチ」と改名して2017年まで活動（大阪NSC30期）。岡下は2017年12月25日に元シンクロックの吉田結衣とTHIS IS パン（現・カーネーション）を結成。                                                   |
| パンパシスイミングス | 岡山     | |
| ぼうズ               | 関西     | |
| ラインズメン         | 広島     | |
| ラーフボール         | 高知     | |

第3回（2005年）
- 優勝者　619（シックスワンナイン）

| コンビ名                  | 代表地区     | 備考 |
| ------------------------- | ------------ | --- |
| 新波                      | 近畿         | |
| いぬ                      | 九州・沖縄   | 東京NSC15期生。ムゲンダイレギュラーとして活動中。キングオブコント2022ファイナリスト。                                                           |
| ガ→デん                   | 近畿         | 大阪NSC30期。2011年4月に解散後、谷口は東京NSC18期生となる。                                                                                     |
| シーランド                | 関東         | 目黒笑売塾卒。ホリプロコムに所属。2014年8月31日を以て解散。なおメンバーの関谷迅市は、第4～6回大会ファイナリストのシカバネ関谷風次の実兄である。 |
| 619（シックスワンナイン） | 近畿         | 解散後、礎は落語家の春風亭一猿として活躍中。 |
| 食パンショパン            | 九州・沖縄   | |
| てんご                    | 近畿         | |
| 浜松工業                  | 東海         | |
| ピエロ                    | 中国         | |
| ホットスポット            | 関東         | メンバーの田島亮は俳優の田島優成として活動中。                                                                                                  |
| ユニットバス              | 北海道・東北 | メンバーの白鳥雄介はCREATIVE OFFICE CUE所属の俳優・タレントを経て、東京で劇団を主宰。                                                           |
| ロジンバック              | 近畿         | |

第4回（2006年）
- 優勝者　TEAM BANANA

| コンビ名                 | 代表地区     | 備考 |
| ------------------------ | ------------ | --- |
| ガ→デん                  | 近畿         | 2年連続ファイナリスト。大阪NSC30期。2011年4月に解散後、谷口は東京NSC18期生となる。 |
| クロンモロン             | 関東         | M-1グランプリ2008準決勝進出。浅井企画に所属後、2011年6月に解散。高垣は萩本欽一最後の弟子のピン芸人「タカガキ」及び構成作家として活動中。                                                                                    |
| シカバネ                 | 関東         | 後にコンビ名を「シバカゼ」に改名（東京NSC15期）。2011年9月に解散後、関谷は「裏切りマンキーコング」を結成。なお、第3回大会ファイナリストのシーランド・関谷迅市は実兄である。柴田は吉本退社後エイベックスを経て、LINEに勤務。 |
| ジャックナイフパーティー | 近畿         | 解散後、M-1グランプリ2008出場のために再結成。 |
| TEAM BANANA              | 関東         | 現在は東京吉本で活動中（東京NSC13期）。ムゲンダイレギュラーとして活動中。女芸人No.1決定戦 THE W３年連続ファイナリスト（2020-2022）。                                                                                        |
| テゴネハンバーグ         | 近畿         | 審査員特別賞。大阪NSC30期。解散後、松村は"フキノタイタン"として2011年7月12日まで活動。その後テゴネハンバーグを再結成し、東京吉本に所属。2018年12月に再び解散し、松村は吉本所属のままプロポーカープレイヤーに転向する。      |
| デロリ庵                 | 近畿         | 大阪NSC30期。解散後、野村は"令和喜多みな実"としてM-1グランプリ2009準決勝進出。深田は"777（スリーセブン）"として活動中。 |
| トリテン                 | 九州         | 福岡吉本で活動後、2015年1月末日に上京。歌ネタ王決定戦2014にて準決勝進出。2020年解散。 |
| ハイスクールぶらんど     | 東海         | 氏原は"ゴンゴール"としてケイダッシュステージに所属後、YouTuber"GGチャンネル"として活動。 |
| ユニットバス             | 北海道・東北 | 2年連続ファイナリスト。 |

第5回（2007年）
- 優勝者　NON-STOP

| コンビ名             | 代表地区     | 備考                                                |
| -------------------- | ------------ | --------------------------------------------------- |
| シカバネ             | 関東         | 2年連続ファイナリスト。                             |
| ドリームファクトリー | 四国         |                                                     |
| ツートーン           | 東海         | 解散後、小川は東京NSC14期「スパイク」として活動中。 |
| どんぐりん           | 近畿         |                                                     |
| NON-STOP             | 中国         | M-1グランプリ出場時は「NON-STOP!」。                |
| 抹茶アイス           | 関東         |                                                     |
| マンモスメンズ       | 近畿         |                                                     |
| ムジャキ             | 九州         |                                                     |
| バイセプス           | 北海道・東北 | 審査員特別賞。                                      |
| ラジアルタイヤ       | 関東         | 審査員特別賞。ツッコミの方は東京NSC14期。           |

第6回（2008年）
- 優勝者　シカバネ

| コンビ名         | 代表地区     | 備考 |
| ---------------- | ------------ | --- |
| 愛’Ｍ乙女        | 東海         | |
| アストロズ       | 北海道・東北 | 後に第2回ハイスクールマンザイにて返り咲く。東京NSC17期生。遊佐は雨野宮将明とハンプティ・ダンプティを組むが2015年に解散し、俳優に転向。 |
| イワトビペンギン | 関東・甲信越 | ツッコミの奥田が脱退し、事実上の解散。                                                                                                 |
| くるくるボーイ   | 近畿         | |
| シカバネ         | 関東・甲信越 | 史上初の3年連続ファイナリスト。 |
| ティラノサウルス | 関東・甲信越 | 審査員特別賞。2012年に解散後、中川はピン芸人として活動。谷脇は博報堂に勤務。                                                           |
| 豆腐チャンプル   | 近畿         | |
| なんだ           | 九州・沖縄   | 審査員特別賞。 |
| モナリザ         | 中国・四国   | |
| ランクアップ     | 関東・甲信越 | |